# Эолит
Эоли́т — устаревший археологический термин, который предложил французский археолог Габриэль де Мортилье (1821—1898). Термин означал хронологическую эпоху, непосредственно предшествовавшую палеолиту. В настоящее время термин практически не употребляется, так как «кремнёвые орудия», которые Мортилье относил к данной эпохе, как установлено, имели природное происхождение.
В книге «История техники» (Зворыкин А. А. и др., 1962) датируются временем 800-400 тыс. лет до н. э. и предшествуют шелльской индустрии нижнего палеолита. Создателями эолитов считались питекантропы